# Stadio Lino Turina
Lo stadio Lino Turina è uno stadio polisportivo (nonché principale arena scoperta) della città italiana di Salò (Brescia), in Lombardia. Costruito nel 1963, l'impianto è intitolato a Lino Turina, infermiere salodiano che si dedicò in modo particolare alla promozione del calcio nel proprio comune natale.
Fino al 2009 ha ospitato le gare interne dell'A.C. Salò Valsabbia, per poi diventare il terreno casalingo della Feralpisalò, squadra calcistica risultante dalla fusione tra il summenzionato sodalizio e l'A.C. Feralpi Lonato, fino al 2025, dopo il trasloco a Brescia, pur rimanendo il centro di allenamento. Nella stagione 2020-2021 ha ospitato transitoriamente, in attesa della ristrutturazione dello stadio di Bolzano, anche le partite interne del Südtirol; nella stagione 2021-2022 ha ospitato, per gli stessi motivi, alcune partite casalinghe del Trento.
Ospita anche manifestazioni di atletica leggera.

## Struttura ed ubicazione
L'impianto sportivo è ubicato nei pressi della zona commerciale di Salò ed è costruito parzialmente "in conca", al di sotto del livello di calpestio. Il terreno di gioco è in erba naturale e misura 105x65 metri.
Gli spalti consistono di un'unica tribuna da 2364 posti a sedere, così suddivisi: 738 in tribuna centrale coperta di cui 30 in tribuna stampa, 356 in tribuna laterale scoperta, 525 in tribuna settore ospiti e 745 in gradinata inferiore, dove nelle partite casalinghe trova posto la tifoseria organizzata della Feralpisalò. Nel 2017 è stata inaugurata un'area hospitality.
Attorno al rettangolo di gioco è presente una pista di atletica leggera a otto corsie, omologata in classe A secondo i criteri FIDAL, riqualificata nel 2017 per un importo di 334 000 euro, cofinanziati da Regione Lombardia e Comune di Salò.

## Criticità
Nel 2012, a causa del mancato adeguamento dell'impianto agli standard previsti per la partecipazione al campionato di Prima Divisione (al tempo i criteri richiedevano un minimo di 4000 posti), la Feralpisalò fu costretta a trasferirsi allo stadio Mario Rigamonti di Brescia; la successiva emanazione di una deroga prima dell'avvio del campionato consentì tuttavia ai verdazzurri di far rientro al Turina.
Nell'ottobre del 2012 lo stadio venne dotato dell'impianto di videosorveglianza richiesto dalla categoria, con telecamere in funzione 24 ore su 24. Dopo la riforma dei campionati, la Serie C ha previsto per i propri stadi una capienza approssimata di 1500 posti, che ha "sanato" la situazione del Turina.
La questione dell'inadeguatezza strutturale si è però ripresentata nel 2023 a seguito della promozione della Feralpisalò in Serie B, campionato che richiede una capienza minima per gli stadi di 5500 posti, con possibilità di deroghe poco sopra i 3000. In attesa di un'eventuale ristrutturazione, i verdazzurri hanno optato per trasferirsi allo stadio Leonardo Garilli di Piacenza.